# Staden (målning)
Staden är en oljemålning av August Strindberg från 1903.

## August Strindberg som målare
August Strindberg hade ingen utbildning i konst. Han ägnade sig åt att måla bara under perioder och målade då främst landskapsbilder som havsutsikter med dramatiska vågor och himlar. Han målade oftast under krisperioder, då han hade svårt att skriva. Han fick sitt genombrott som målare först långt efter sin död.
Han har kommit att bli betraktad som en föregångsman inom expressionismen som konstform i Sverige. På 1870-talet umgicks han med flera unga konstnärer såsom Carl Larsson och övriga i kolonin i franska Grez-sur-Loing och hade då själv inlett sina första ansatser inom måleriet. Han uppträdde även som konstkritiker. 
August Strindberg målade gärna havet i storm med sjudande vågor, skyar i uppror och bränningar som piskar mot klippstränder. Hans målningssätt förblev personligt improviserat.

## Målningen
Staden är en oljemålning som är gjord med palettkniv med tjocka färglager utlagda på en pannå. Det är en landskapsmålning, med en stad som anas i bakgrunden, reflekterande sig i en vattenyta. Den domineras av ett mörkt landskap med en hög himmel och moln, med ett färgsprektum i vitt, svart och grått.  
| ”                        | På lediga stunder målar jag. För att kunna bemästra materialet väljer jag en medelstor duk eller hellre en pannå, så att jag kan få tavlan färdig på två eller tre timmar, så länge min inspiration varar. ... med palettkniven som jag använder för ändamålet – jag äger inga penslar! – fördelar jag färgerna över pannån, och där blandar jag dem så att jag får en teckning något så när. ... En lätt beröring här och där med fingret, som blandar samman de motsträviga färgerna, smälter samman och förjagar de hårda färgtonerna, tunnar ut, löser upp, och där är tavlan! | „ |
| – August Strindberg 1894 | |   |

## Proveniens
Tavlan finns på Nationalmuseum i Stockholm.